# たかや健二
たかや 健二（ - けんじ、本名：石毛 憲一（いしげ けんいち）、1955年8月20日 - 2016年10月2日）は、日本の漫画家。千葉県・船橋市出身。

## 経歴
高校卒業後、専門学校に在学中の1973年から1974年にかけて永井豪のダイナミックプロでアシスタントを務める。専門学校卒業後、1977年2月に藤子スタジオに入り、藤子不二雄の藤本弘のアシスタントとなる。
1977年6月、『毎日中学生新聞』に「ファウンダー」を連載開始して漫画家デビュー。1980年、「スペーサー・バン」で第2回藤子不二雄賞を受賞する。ちなみに第2回藤子不二雄賞同期には「がんばれ!キッカーズ」のながいのりあき、「ラジコンボーイ」の大林かおるなどがいる。
1982年より『別冊コロコロコミック』で「3D甲子園 プラコン大作」を連載開始。プラモブームを象徴する人気漫画となる。1984年4月号より『月刊コロコロコミック』でも連載開始され、1985年春まで続く。小学館てんとう虫コミックス全6巻。コミックス版ではテクニカルアドバイザーに模型研究家の十川俊一郎を迎え、プラモデル作りの分かり易い解説をしていた。
一時、大林かおると事務所を共有、お互い執筆活動に励んでいた。
1980年11月から1986年10月に独立するまで藤本のチーフアシスタントを務めており、「ドラえもん」、「パーマン」ではメインキャラクターのペン入れを担当したこともある。「ドラえもん」では『さかさカメラ』『空中つりセット』『ヤメサセロボット』などほぼ全ページを代筆した話もある。「のび太と鉄人兵団」では巨大ロボットの「ザンダクロス」のデザインを担当した。「ドラえもん」劇中には「プラコン大作」の主人公・城戸大作がのび太の学校の生徒に混じって描かれていた事が有る他、単行本32巻収録『超リアル・ジオラマ大作戦』には「「プラコン大作」をよんだり、いとこに家庭教師をたのんだり」というスネ夫のセリフが登場する。一方「プラコン大作」中の観客のモブシーンには、たかやの筆によるドラえもんが混じって描かれていた。たかやが執筆した「新訂版 学研まんが ひみつシリーズ 地球のひみつ」は主役キャラクターが「T・Pぼん」や「ミラ・クル・1」の様な姿をしている。
一時期は安孫子素雄のチーフアシスタントも兼任していた。
2016年10月2日、肺炎のため、都内の病院で死去。61歳没。藤子不二雄ファンサークル「藤子不二雄FCネオ・ユートピア」による会誌「Neo Utopia」で連載していた「ぼくの藤子スタジオ日記」が絶筆となった（事実上の最終回となった第18回は未完成原稿のまま同誌58号に掲載）。

## 主な作品
- 3D甲子園 プラコン大作（別冊コロコロコミック 1983年1月（11号）-1984年3月号、コロコロコミック 1984年4月号-1985年3月号、全6巻）
- ザ・ウルフ（コロコロコミック 1985年5月号-9月号）
- 鉄人タロウ（コロコロコミック 1986年1月号-5月号）
- かっとび!童児（原作：古沢一誠）（コロコロコミック 1987年1月号-3月号・6月号-1990年1月号、小学五年生 1986年4月号-1987年3月号、全8巻）
- 真・仮面ライダー 序章（別冊コロコロコミックスペシャル 1992年2月号（44号）掲載）
- ランドストーカー ライルの魔境大冒険（原作：黒沢哲哉）（小学六年生 1992年4月号-8月号）
- ヤマトタケル（原作：三村渉）（コロコロコミック 1993年12月号-1994年9月号、全3巻）
- ガメラ 大怪獣空中決戦（1995年、全1巻）
- 小学館・ドラえもんの学習シリーズ
  - ドラえもんのかん字じてん（1990年）
  - ドラえもんの漢字辞典（1990年）
  - ドラえもん地球救出大作戦（1991年） - いそほゆうすけと共著
  - ドラえもん・ふしぎ探検シリーズ 地球大探検（1992年）
  - ドラえもん・ふしぎ探検シリーズ 恐竜大探検（1992年）
  - ドラえもん地球環境警備隊（1994年） - 三谷幸広と共著
  - ドラえもんの国語おもしろ攻略 四字熟語100（1995年）
  - ドラえもん学習ゲームブック 地底大魔王の謎（1995年）
  - ドラえもんの国語おもしろ攻略 俳句・短歌がわかる（1997年）
  - ドラえもんの体育おもしろ攻略 はやく走れジャンプできる（1998年）
  - ドラえもんの国語おもしろ攻略 詩が大すきになる（1999年）
- ザ・ドラえもんズ どきどきクイズランド（小学館、1997年）
- 学研まんがひみつシリーズ
  - 恐竜のひみつ（新訂版）（1992年）
  - 地球のひみつ（新訂版）（1993年）
  - インスタントラーメンのひみつ（1998年）
- 学習漫画 世界の歴史16（全面新版） 第一次世界大戦 戦火におおわれるヨーロッパ（集英社、2002年）
- コミック版 その時歴史が動いた（ホーム社）
  - 宿命のライバル編（2004年）
  - 風雲戦国編（2004年）
  - 中国英雄編（2004年）
  - 幕末回天編（2005年）
  - 戦国挽歌編（2005年）
- 超有名刑事ドラマ・漫画の変なウソ（監修：北芝健）（コアマガジン、2008年）
- 雲遙かなり 方倉陽二記（2014年）
- ぼくの藤子スタジオ日記（藤子不二雄FCネオ・ユートピア）

など

## その他
- 藤子・F・不二雄大全集『大長編ドラえもん』3巻（2011年、小学館） - 解説を執筆。